# Croton womersleyi
Croton womersleyi är en törelväxtart som beskrevs av Airy Shaw. Croton womersleyi ingår i släktet Croton och familjen törelväxter. Inga underarter finns listade i Catalogue of Life.